# Liste der durch die Regierung der Vereinigten Arabischen Emirate als terroristisch bezeichneten Organisationen und Vereinigungen
Dies ist eine Liste der durch die Regierung der Vereinigten Arabischen Emirate als terroristisch bezeichneten Organisationen und Vereinigungen, kurz: Terrorliste der VAE. Offiziell wurden von den Vereinigten Arabischen Emiraten (VAR) über achtzig Organisationen und Gruppen als Terrororganisation designiert. Aufnahme fand unter anderem die internationale pan-islamische Nichtregierungsorganisation Internationale Union Muslimischer Gelehrter (International Union of Muslim Scholars; IUMS), deren Präsident der  in Katar (Qatar) wohnhafte Scheich Yusuf al-Qaradawi ist. Neben al-Qaida, der Muslimbruderschaft und ihrer regionalen Ableger und Verbündeten werden auch eine Reihe islamischer Organisationen aus Europa aufgelistet, darunter die Islamische Gemeinschaft Deutschlands, die Union des Organisations Islamiques de France (UOIF), der Islamske Forbundet i Norge (Islamischer Verband Norwegens),  die Islamisk Trossamfund (Islamische Glaubensgemeinschaft) in Dänemark und die Föderation Islamischer Organisationen in Europa (FIOE), aus den Vereinigten Staaten die Organisation Council on American-Islamic Relations (CAIR; Rat für amerikanisch-islamische Beziehungen).

## Übersicht (Stand: 15. November 2014)
Die folgende Übersicht gibt die Organisationen und Vereinigungen auf der von der Emirates News Agency – der offiziellen Nachrichtenagentur der Vereinigten Arabischen Emirate – am 16. November 2014 veröffentlichten Liste des VAR-Kabinetts vom 15. November 2014 wieder:
- The UAE Muslim Brotherhood (Muslimbrüder Vereinigte Arabische Emirate).
- Al-Islah (oder Da'wat Al-Islah).
- Fatah al-Islam (Libanon).
- Associazione Musulmani Italiani (Association of Italian Muslims).
- Khalaya Al-Jihad Al-Emirati (Emirati Jihadist Cells).
- Osbat al-Ansar (the League of the Followers / Liga der Nachfolger) im Libanon.
- The Finnish Islamic Association (Suomen Islam-seurakunta).
- Alkarama organisation.
- Al-Qaida im Land des islamischen Maghreb (AQIM oder Tanzim al-Qa idah fi Bilad al-Maghrib al-Islami).
- The Muslim Association of Sweden (Sveriges muslimska förbund, SMF)
- Hizb al-Ummah (The Ommah Party oder Nation's Party) in the Gulf and the Arabian Peninsula
- Ansar al-Sharia in Libyen (ASL, Partisans of Islamic Law).
- Det Islamske Forbundet i Norge (Islamic Association in Norway).
- Al-Qaida.
- Ansar al-Sharia in Tunesien (AST, Partisans of Sharia in Tunisia).
- Islamic Relief UK. International Islamic Relief Organization
- Dae'sh (ISIL).
- Harakat al-Shabaab al-Mujahideen (HSM) in Somalia (Mujahideen Youth Movement)
- The Cordoba Foundation (TCF) in Großbritannien.
- Al-Qaeda in the Arabian Peninsula (AQAP).
- Boko Haraam (Jama'atu Ahlis Sunna Lidda'Awati Wal-Jihad) in Nigeria.
- Islamic Relief Worldwide (IRW) of the Global Muslim Brotherhood.
- Jama'at Ansar al-Shari'a (Partisans of Sharia) im Jemen.
- Al-Mourabitoun (The Sentinels) group in Mali.
- Tehrik-i-Taliban Pakistan (Taliban Movement of Pakistan).
- The Muslim Brotherhood (MB) organisation and groups.
- Ansar al-Dine (Defenders of the faith) Bewegung in Mali.
- Abu Dhar al-Ghifari Battalion in Syrien.
- Jama'a Islamia in Egypt (AKA al-Gama'at al-Islamiyya, The Islamic Group, IG).
- The Haqqani Network in Pakistan.
- Al-Tawheed Brigade (Brigade of Unity, or Monotheism) in Syrien.
- Ansar Bait al-Maqdis (ABM, Supporters of the Holy House or Jerusalem) and now rebranded as Wilayat Sinai (Province or state in the Sinai).
- Lashkar-e-Taiba (Soldiers, or Army of the Pure, or of the Righteous).
- Al-Tawhid wal-Eman battalion (Battalion of Unity, or Monotheism, and Faith) in Syrien.
- Ajnad Misr (Soldiers of Egypt) group.
- The East Turkistan Islamic Movement in Pakistan (ETIM), AKA the Turkistan Islamic Party (TIP), Turkistan Islamic Movement (TIM).
- Katibat al-Khadra in Syrien (The Green Battalion).
- Majlis Shura al-Mujahideen Fi Aknaf Bayt al-Maqdis (Mujahedeen Shura Council in the Environs of Jerusalem oder MSC).
- Jaish-e-Mohammed (The Army of Muhammad).
- Abu Bakr Al Siddiq Brigade in Syrien.
- The Houthi Movement im Jemen.
- Jaish-e-Mohammed (The Army of Muhammad) in Pakistan und Indien.
- Talha Ibn 'Ubaid-Allah Company in Syrien.
- Hezbollah al-Hijaz in Saudi-Arabien.
- Al Mujahideen Al Honoud in Kashmor/Indien (The Indian Mujahideen, IM).
- Al Sarim Al Battar Brigade in Syrien.
- Hezbollah in the Gulf Cooperation Council.
- Islamic Emirate of the Caucasus (Caucasus Emirate or Kavkaz and Chechen jidadists).
- The Abdullah bin Mubarak Brigade in Syrien.
- Al-Qaeda in Iran.
- The Islamic Movement of Uzbekistan (IMU).
- Qawafil al-Shuhada (Caravans of the Martyrs).
- The Badr Organisation im Irak.
- Abu Sayyaf auf den Philippinen.
- Abu Omar Brigade in Syrien.
- Asa'ib Ahl al-Haq in Iraq (The Leagues of the Righteous).
- Council on American-Islamic Relations (CAIR)
- Ahrar Shammar Brigade in Syrien (Brigade of the free men of the Shammar Tribe).
- Hezbollah Brigades im Irak.
- CANVAS organisation in Belgrad, Serbien.
- The Sarya al-Jabal Brigade in Syrien.
- Liwa Abu al-Fadl al-Abbas in Syrien.
- The Muslim American Society (MAS).
- Al Shahba' Brigade in Syrien.
- Liwa al-Youm al-Maw'oud im Irak (Brigade of Judgment Day).
- International Union of Muslim Scholars (IUMS).
- Al Ka'kaa' Brigade in Syrien.
- Liwa Ammar bin Yasser (Ammar bin Yasser Brigade).
- Ansar al-Islam in Iraq.
- Federation of Islamic Organisations in Europe.
- Sufyan Al Thawri Brigade.
- Ansar al-Islam Group in Iraq (Partisans of Islam).
- Union of Islamic Organisations of France (L'Union des Organisations Islamiques de France, UOIF).
- Ebad ar-Rahman Brigade (Brigade of Soldiers of Allah) in Syrien.
- Jabhat al-Nusra (Al-Nusra Front) in Syrien.
- Muslim Association of Britain (MAB).
- Omar Ibn al-Khattab Battalion in Syrien.
- Harakat Ahrar ash-Sham Al Islami (Islamic Movement of the Free Men of the Levant).
- Islamic Society of Germany (Islamische Gemeinschaft Deutschland).
- Al-Shaymaa' Battalion in Syrien.
- Jaysh al-Islam in Palestine (The Army of Islam in Palestine)
- The Islamic Society in Denmark (Det Islamiske Trossamfund, DIT).
- Katibat al-Haqq (Brigade of the Righteous).
- The Abdullah Azzam Brigades.
- The League of Muslims in Belgium (La Ligue des Musulmans de Belgique, LMB)